# Fätschbachwerk
Das Fätschbachwerk ist ein Hochdruck-Laufwasserkraftwerk bei Linthal GL, das mit dem Wasser des Fätschbachs betrieben wird. Es ersetzte das 1901 in Betrieb genommene Kraftwerk Fätschli und liefert seit dem 13. Oktober 1949 Strom.

## Geschichte
Während des Zweiten Weltkriegs entstand die Idee, das Wasser des Fätschbachs besser zu verwenden. Das zu dieser Zeit bestehende Kraftwerk nutzte nur einen Teil des zur Verfügung stehenden Gefälles aus und war für die minimale Abflussmenge im Winter dimensioniert, womit im Sommerhalbjahr viel Wasser ungenutzt blieb. Im Jahre 1944 wurde mit dem Vorprojekt begonnen, im November 1946 erwarben die Nordostschweizerischen Kraftwerke (NOK) die Konzession und im Oktober 1949 wurde erstmals Strom erzeugt.
Das neue Kraftwerk hat gegenüber dem alten eine 14-mal grössere Leistung und eine 12-mal grössere Jahresproduktion. Allerdings fallen ¾ der Jahresproduktion in den sechs Sommermonaten an. Das alte Kraftwerk Fätschli wurde stillgelegt, dafür stellte die NOK der Gemeinde Linthal Ersatzenergie zur Verfügung.
Mit dem Bau der Kraftwerke Linth-Limmern (KLL) wurde das Maschinenhaus 1964 vergrössert, sodass die Turbinen der Stufe Linthal des vorgenannten Kraftwerkes im selben Maschinenhaus untergebracht werden konnten.

## Technische Anlagen

### Wasserfassung
Die Wasserfassung des Fätschbachs liegt neben der Klausenstrasse auf 1305 m über Meer, nur ungefähr 150 m nach der Grenze zum Kanton Uri, wo sich der Urnerboden zu einer Schlucht verengt. Die Rückgabe des Wassers erfolgt etwas unterhalb der Mündung des Fätschbachs in die Linth auf einer Höhe von 675,6 m, was ein nutzbares Gefälle von 629,4 m ergibt. Das Stauwehr bildet einen sechs Meter tiefen Weiher mit einem Inhalt von 10 000 m³, der benutzt wird, um Schwankungen des täglichen Zuflusses auszugleichen oder bei niedrigem Abfluss das Wasser zur Deckung von Spitzenenergiebedarf zu sammeln. Die Wassermenge des Staubeckens kann vom Kraftwerk in einer Stunde vollständig verarbeitet werden.
An der Stelle der Wasserfassung besteht das Tal auf der rechten Seite aus zerklüftetem Oberjurakalk, auf der linken Seite aus Sackungsmaterial. Das Wehr der Wasserfassung steht deshalb auf der rechten Talseite direkt auf dem Felsen, auf der linken Seite auf einer 21 m tief hinabreichenden Dichtungsmauer. Das Tal wird zusätzlich durch einen 25 m tiefen Dichtungsschirm aus Zementinjektionen abgedichtet. Die Wirksamkeit dieser beim Bau des Kraftwerks noch neuen Methode wurde besonders genau beobachtet, da sie Grundlage für den Bau der Staumauer des Limmernsees sein sollte, wo ähnliche geologische Verhältnisse erwartet wurden und später Zementinjektionen im grossen Stil eingesetzt wurden.
Die Wasserfassung dient auch als Absetzbecken für den vom Fätschbach mitgeführten Sand. Das Becken wird bei Hochwasser gereinigt, wenn das Werk ohnehin stillgelegt werden muss. In diesem Fall werden die Schützen des Wehrs geöffnet und der Sand in den Fätschbach gespült.

### Zuleitung
Die Zuleitung bis zum Wasserschloss besteht aus zwei Druckstollen und einer dazwischen liegenden Rohrleitung. Das Einlaufbauwerk befindet sich auf der rechten Seite der Wasserfassung und mündet in einen 300 m langen Druckstollen im Fels auf der rechten Talseite. An diesen schliesst sich eine 590 m lange Leitung aus Betonrohren mit 1,2 m Durchmesser an, die mit einem Aquädukt den Fätschbach überquert und der Klausenstrasse folgt. Der daran anschliessende 2,3 km lange Druckstollen führt unter der Klausenstrasse hindurch und folgt der linken Talseite bis zum Wasserschloss. Eine Besonderheit des Kraftwerks ist, dass dieser Stollen steigend ausgeführt ist und somit zwischen Wasserfassung und Wasserschloss ein Düker von 3,2 km Länge entstand. Am mit tiefstem Punkt des Dükers befindet sich eine Entleerung mit Geröllfang. Der Stollen wurde mechanisch vorgetrieben, wobei Stollenbagger zum Einsatz kamen. Es wurden Vortriebsleistungen bis zu elf Meter pro Tag erreicht.
Die ein Kilometer lange Druckleitung führt vom Wasserschloss durch einen steilen von Lawinen und Steinschlägen gefährdeten Hang, weshalb mehrere Änderungen der Bauart, des Gefälles und der Richtung nötig waren. Die ersten 200 m führen in einen Rohrstollen durch Fels. Neben der Druckleitung wurde im Stollen Platz für eine Seilbahn gelassen. Darauf folgt ein Stück, wo die Leitung in einem Graben liegend dem Gelände folgt, bevor sie in einem zweiten 108 m langen Stollen verschwindet. Der letzte Abschnitt bis zum Maschinenhaus ist als Leitung in einem Graben ausgeführt. Die Stahlrohre im oberen Teil der Druckleitung wurden durch die Kesselschmiede Kerag aus Richterswil geliefert, der untere Teil von Sulzer aus Winterthur, wobei Wandstärken bis 25 mm zur Anwendung kommen.

### Maschinenhaus
Um die jahreszeitabhängig stark unterschiedliche Wassermenge mit gutem Wirkungsgrad verarbeiten zu können, wurden zwei horizontale Pelton-Turbinen unterschiedlicher Grösse aufgestellt. Die grössere Turbine ist mit zwei Düsen ausgerüstet. Sie kann 2 m³/s verarbeiten und hat eine Leistung von 13 450 PS, die kleinere verarbeitet mit nur einer Düse 1 m³/s und hat eine Leistung von 6 800 PS. Beide Turbinen sowie die dazugehörigen Kugelschieber wurden von der Bell Maschinenfabrik aus Kriens geliefert.
Die luftgekühlten Generatoren wurden von der Maschinenfabrik Oerlikon geliefert, der grosse hat eine Leistung von 13 000 kVA, der kleine 6 500 kVA. Beide Generatoren waren von Beginn an mit einer CO2-Löschanlage ausgerüstet.

### Wasserrückgabe
Das Unterwasser wird in ein 10 000 m³ grosses Ausgleichsbecken abgegeben. Es hat die Aufgabe, das Wasser des Kraftwerks dem natürlichen Abfluss des Fätschbachs entsprechend in die Linth abzugeben. Dadurch werden die weiter talwärts liegenden Wasserkraftanlagen nicht durch den bei Niederwasser gefahrenen Spitzenbetrieb des Fätschbachwerks beeinflusst.

## Zentrale Linthal
Im Jahre 1964 ging die Zentrale Linthal der Kraftwerke Linth-Limmern in Betrieb, deren beiden Francis-Turbinen im erweiterten Maschinenhaus des Fätschbachwerks untergebracht sind. Für die Wasserrückgabe dieser beiden Maschinen wurde ein eigenes 220 000 m³ fassendes Ausgleichsbecken nördlich des bestehenden Ausgleichsbeckens des Fätschbachwerkes angelegt.